# Lepthyphantes arcticus
Lepthyphantes arcticus är en spindelart som först beskrevs av Eugen von Keyserling 1886.  Lepthyphantes arcticus ingår i släktet Lepthyphantes och familjen täckvävarspindlar.
Artens utbredningsområde är Alaska. Inga underarter finns listade i Catalogue of Life.